# Huitzilihuitl
Huitzilihuitl (du nahuatl Huitzilíhuitl, dont le nom signifie « plume de colibri ») est le second tlatoani de Tenochtitlan. Il est le fils d'Acamapichtli, premier tlatoani des Aztèques, et de la reine Tezcatlan Miyahuatzin. Il n'a que 16 ans quand son père meurt et il est élu par les principaux chef, guerriers et prêtres de la cité pour le remplacer.
Les dates de son règne ne sont pas connues avec certitude : selon le Codex Chimalpahin, il aurait régné de 1390 à 1410 ; selon le Codex Aubin, de 1396 à 1417 ; et selon le Codex Chimalpopoca, de 1403 à 1417.

## Biographie

### Jeunesse
Huitzilíhuitl est né à Tenochtitlan, fils d'Acamapichtli, premier tlatoani des Aztèques, et de la reine Tezcatlan Miyahuatzin, et a pour demi-frère Itzcoatl. Son grand-père maternel est Acacitli (en). Âgé de 16 ans seulement à la mort de son père, Huitzilihuitl est élu par les principaux chefs, guerriers et prêtres de la ville pour le remplacer. À cette époque, les Aztèques étaient tributaires de la cité-État tépanèque d'Azcapotzalco (en).

### Règne

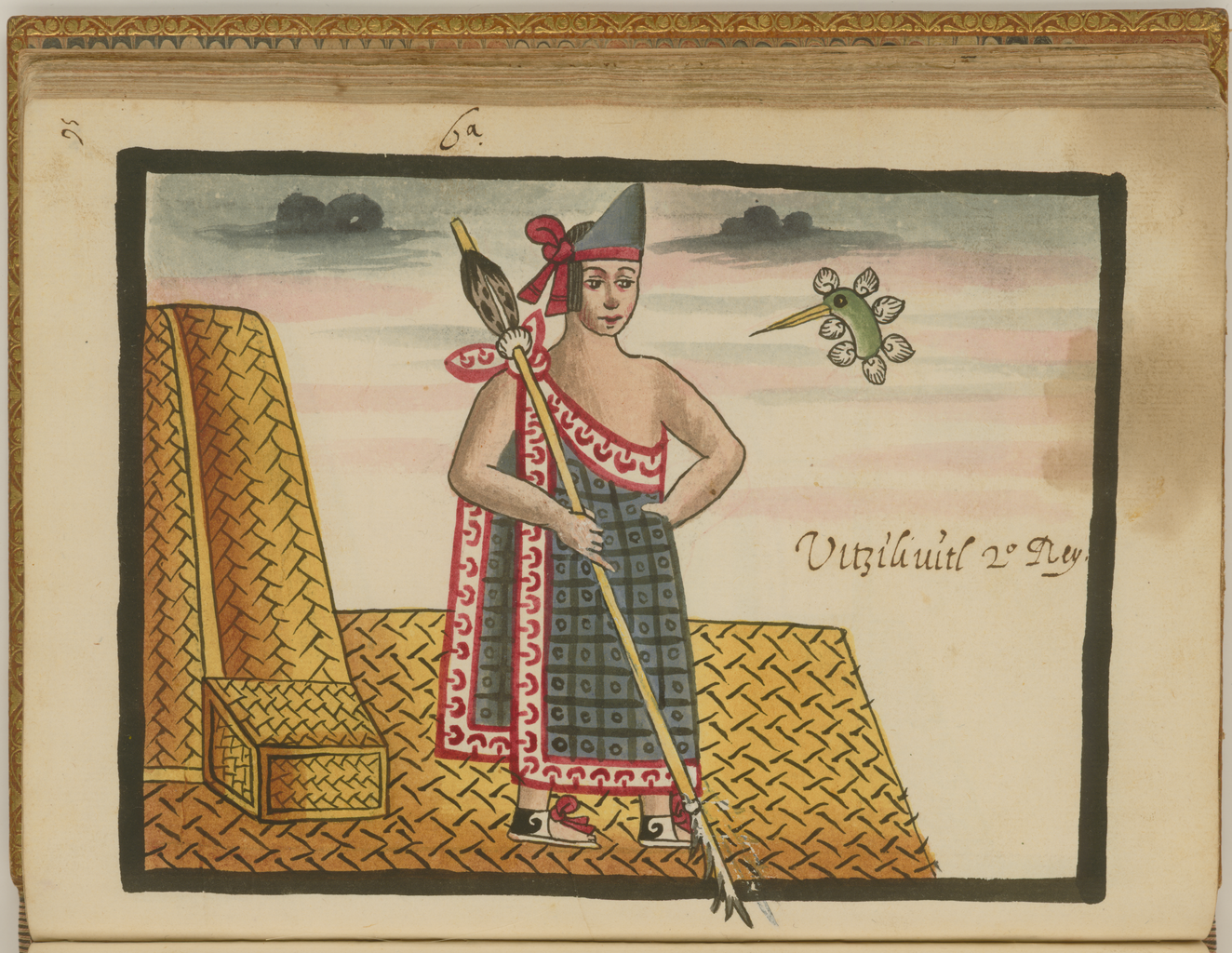
Huitzilaihuitl, second roi aztèque (règne : 1395–1417). Codex Tovar, XVIe siècle, Juan de Tovar.

Bon politicien, Huitzilíhuitl poursuit la politique de son père en cherchant des alliances avec ses voisins. Il fonde le Conseil royal ou Tlatocan et établit quatre électeurs permanents pour conseiller le nouveau roi au début de chaque règne.
Par son mariage avec Ayaucíhuatl (en), fille de Tezozómoc, le puissant tlatoani d'Azcapotzalco, il renforce l'assujettissement des Aztèques mais modère ainsi le montant des tributs versés par ces derniers. Leur fils Chimalpopoca succédera à son père en tant que tlatoani. Après la mort d'Ayaucíhuatl, Huitzilíhuitl se marie une seconde fois avec Miahuaxihuitl (en). Ils eurent un fils, Moctezuma Ier, qui succéda également au trône en tant que cinquième huey tlatoani des Aztèques.

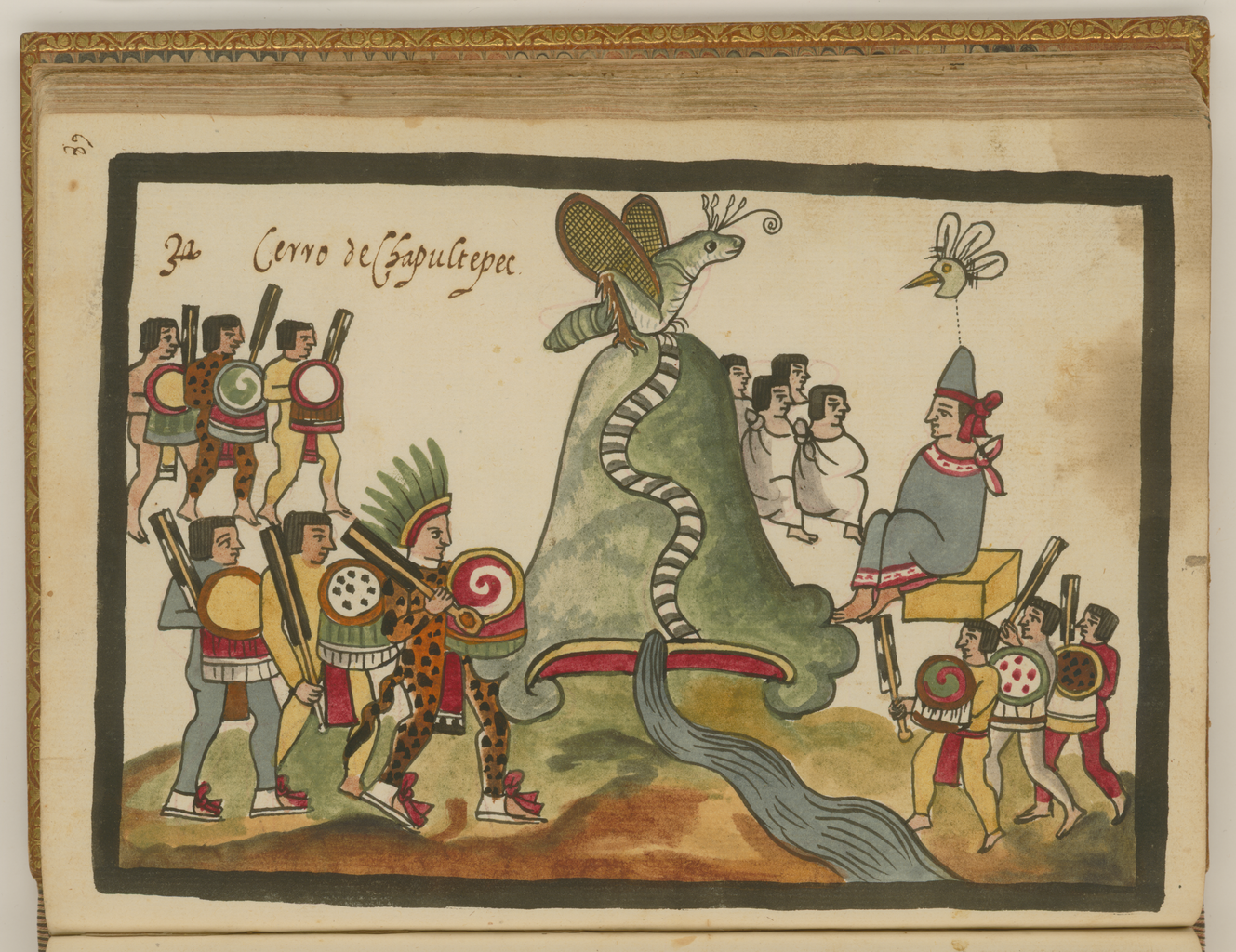
Huitzilaihuitl, dans le Codex Tovar, est représenté assis à droite devant la colline de Chapultepec, de laquelle coule une source d'eau.

Sous son règne, l'industrie du tissage se développe. Elle fournit des tissus de coton non seulement à Tenochtitlan, mais aussi à Azcapotzalco et à Cuauhnāhuac. Les Aztèques « ne devaient plus s'habiller avec des "ayates" grossiers en fibres de maguey, mais pouvaient passer au coton doux et teinté ». Il fit également construire un aqueduc pour le ravitaillement en eau potable de Tenochtitlan depuis la cité de Chapultepec. Il développe l'éducation de son peuple ainsi que le commerce des produits de première nécessité.
En 1409, le souverain de Texcoco, Techotlala (en), meurt et le trône passe à Ixtlilxochitl Ier. Dans les années qui suivent, les relations entre Ixtlilxóchitl et le souverain d'Azcapotzalco, Tezozómoc, se détériorent, jusqu'à des hostilités ouvertes vers 1416. Roi guerrier, et bien qu'il ait donné sa fille Matlalchihuatzin en mariage à Ixtlilxóchitl, Huitzilíhuitl se joint à son beau-père pour faire la guerre à Texcoco. Il participe à la conquête et au pillage des villes de Tultitlán, Cuautitlán, Chalco, Tollantzingo, Xaltocan, Otompan et Acolman. Huitzilíhuitl profita par la suite du butin de ces conquêtes et du trafic des canoës sur les lacs entourant Tenochtitlan.
Huitzilíhuitl meurt, probablement en 1417, avant la fin de la guerre entre Azcapotzalco et Texcoco. Son fils Chimalpopoca lui succède et continuera à supporter Tezozómoc et Azcapotzalco.